# Deutsch-Belgische Konferenz
Die Deutsch-Belgische Konferenz ist ein Forum des bilateralen Austausches zwischen den zwei Ländern, in dem aktuelle gesellschaftspolitische Themen diskutiert werden.
Die Erste Deutsch-Belgische Konferenz zum Thema „Partners in Innovation and Education“ fand am 14. und 15. Oktober 2009 in Brüssel im Palast der Akademien, dem Sitz der Königlichen Akademien der Wissenschaft, statt. Der belgische Außenminister Yves Leterme eröffnete die Konferenz. Organisiert wurde sie durch die Deutsche Botschaft in Brüssel, das belgische Außenministerium und die Helmholtz-Gemeinschaft. Die Konferenz hatte über 100 Teilnehmer aus Belgien und Deutschland.
Die Zweite Deutsch-Belgische Konferenz, die das Thema „Strengthening the Integration Nexus Integration, Religion and Education“ behandelte, fand am 13. und 14. Januar 2011 in den Räumen der Bertelsmann Stiftung. Unter den Linden in Berlin statt. Die Stiftung war zusammen mit der Deutschen Botschaft und dem belgischen Außenministerium Organisator der Konferenz. Das Seminarformat der Konferenz brachte über 40 Experten aus den zwei Nachbarländern zusammen. Zu den Teilnehmern zählten neben den Botschaftern der zwei Länder, auch der belgische Staatssekretär für Haushalt, Migration und Asylpolitik, Familienpolitik und föderale Institutionen Melchior Wathelet und der deutsche parlamentarische Staatssekretär Ole Schröder (Bundesministerium des Innern), sowie die ehemalige Präsidentin des Deutschen Bundestages Rita Süssmuth.
Ebenfalls in Brüssel, im Palast der Akademien, fand die Dritte Deutsch-Belgische Konferenz am 17. April 2012 statt. Anwesend waren unter anderem Altbundeskanzler Gerhard Schröder sowie der belgische Vize-Premierminister, Didier Reynders, die die Konferenz eröffneten. Die rund 200 Teilnehmer diskutierten zum Thema „Dialog in schwierigen Zeiten. Arbeitsmarktreformen, Bildung, Sozialpartnerschaft“.
2014 kehrt die Deutsch-Belgische Konferenz nach Berlin zurück, wo sie am 17. Februar unter dem Titel "Vielfältige und föderale Nachbarn. Wie wünschen sich Belgier und Deutsche Europa?" stattfand. Anlass war der Staatsbesuch von Philippe, König der Belgier und Mathilde, Königin der Belgier in Berlin. Organisiert von der Europäischen Bewegung Deutschland e. V., die sich für die Fortentwicklung europäischer Integration einsetzt, stand die Konferenz im Zeichen der europäischen Zukunftsdebatte. In thematischen Panels wurden u. a. die deutsch-belgische Zusammenarbeit und die Chancen und Grenzen der föderalen Kompetenzen, europäischen Demokratie und Entscheidungsmechanismen diskutiert.
Die Deutsch-Belgische Konferenz wird ohne einen wissenschaftlichen Beirat, ein Kuratorium oder ein sonstiges Komitee angelegt, um bürokratische Elemente möglichst fernzuhalten.